# Route P36 (Lettonie)
Pour les articles homonymes, voir P36.
La route P36 (Autoceļš P36) est une  route régionale de Lettonie reliant Rēzekne à Gulbene.
Elle a une longueur de 87,2 km.

## Présentation
La route P36 Rēzekne-Gulbene est une route régionale qui relie Rēzekne à Gulbene.
La longueur de la route est de 87,2 km km.
La route traverse la ville de Rēzekne et les novads de Rēzekne, Balvi et Gulbene.